# Maria Bertilla Boscardin
Maria Bertilla Boscardin (Brendola, 6 octobre 1888 - Trévise, 20 octobre 1922) est une sœur de la congrégation des Sœurs de Sainte-Dorothée, Filles des Sacrés-Cœurs, et infirmière à l'hôpital de Trévise. Elle est considérée comme sainte par l'Église catholique, et fêtée le 20 octobre.

## Biographie
Anna Francesca Boscardin est née le 6 octobre 1888 à Brendola en Vénétie dans un milieu modeste et chrétien. L'enfant est considérée par son entourage comme peu douée intellectuellement, toutefois, elle a une grande ferveur religieuse, et apprend à lire dans le petit livre de catéchisme que lui donne le curé du village.
À seize ans, elle entre au couvent des Sœurs de Sainte-Dorothée et prend le nom de Maria Bertilla, mais elle est affectée rapidement à l'hôpital de Trévise où on lui confie d'abord des tâches astreignantes. 
Puis contre toute attente, elle réussit à passer brillamment les examens demandés pour devenir infirmière, et à ce poste, pendant toute la Première Guerre mondiale et jusqu'à la fin de sa vie, elle fait l'objet de l'affection et de la vénération des malades qui lui sont confiés. Beaucoup prétendent qu'une « présence l'habite ». Pleine de zèle, de courage et de dévotion, elle n'a de cesse de prêter assistance, de soulager et de prier pour eux. 
Malade d'un cancer à l'âge de 22 ans, elle meurt d'une récidive le 20 octobre 1922 âgée de 34 ans. Sur elle, on retrouve le livre de catéchisme qu'elle avait conservé depuis son enfance.

## Béatification, canonisation
- Béatifiée le 9 juin 1952 par le pape Pie XII,
- elle a été canonisée le 11 mai 1961 par le pape Jean XXIII.
- Maria Bertilla est fêtée le 20 octobre

## Sources
- Documentation Catholique : 1952, col. 1333-1336 et 1961, col. 705-710 & 823-824
- Prions en Église, n° 274, p. 20